# Jüdische Lebenswege – Museum Kleinsteinach

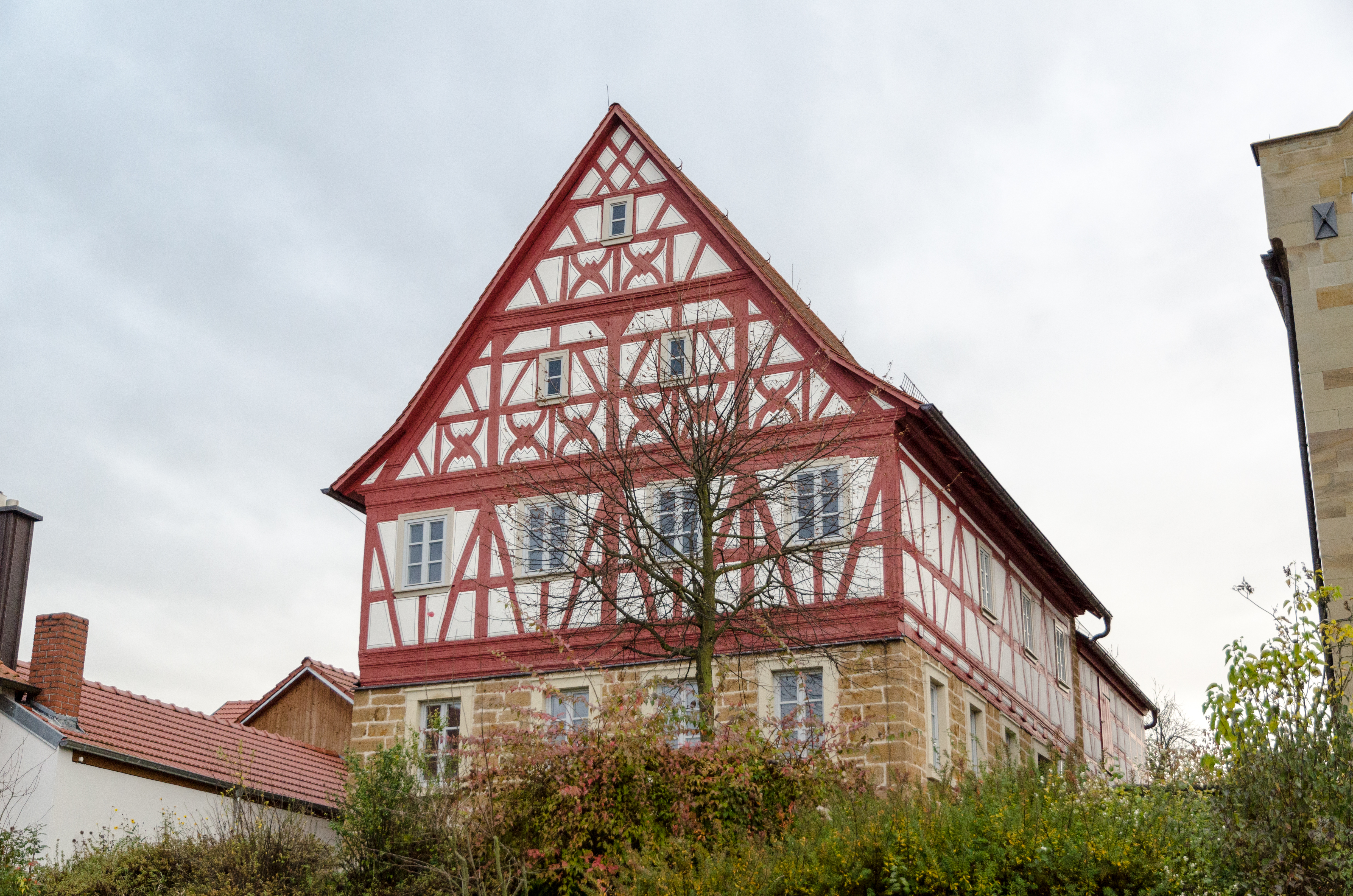
Jüdisches Museum im Fachwerkhaus Kirchplatz 3 in Kleinsteinach

Das Museum Jüdische Lebenswege in Kleinsteinach, einem Gemeindeteil von Riedbach im unterfränkischen Landkreis Haßberge in Bayern, wurde im September 2015 im Fachwerkhaus Kirchplatz 3 eröffnet. 
Das Museum dokumentiert die Geschichte der Juden in dem etwa 450 Einwohner zählenden Ort.